# 松本市立並柳小学校
松本市立並柳小学校（まつもとしりつなみやなぎしょうがっこう）は長野県松本市並柳にある公立小学校。

## 概要
1983年（昭和58年）に児童が急激に増加した筑摩小学校から分離して開校した。開校当時、児童数は455人、学級数は14学級であった。
校門入口にある銅像は、1992年（平成4年）に開校10周年記念として設置されたもの。作者は久保田俶通で、作品名は「先生あのね」。また、2002年（平成14年）には、開校20周年記念としてオアシスパーク（広場）が竣工した。

## 目標
|       | 学級数 | 児童数 |
| ----- | ------ | ------ |
| 1学年 | 2      | 49     |
| 2学年 | 2      | 71     |
| 3学年 | 2      | 57     |
| 4学年 | 2      | 57     |
| 5学年 | 2      | 58     |
| 6学年 | 2      | 72     |
| 合計  | 12     | 364    |

## 校歌
作詞は並柳出身で「あゝ野麦峠」の作者の山本茂実で、作曲は甲斐正人である。

## 最寄のバス停
近くの交差点にアルピコ交通バス並柳団地線の並柳小学校バス停がある。
- 南方向 並柳団地方面
- 北方向 松本バスターミナル方面

## 周辺項目
- 並柳団地
- 西源 並柳店
- 弘法山古墳